# Prosoplus florensis
Prosoplus florensis là một loài bọ cánh cứng trong họ Cerambycidae.